# Anabolia brevipennis
Anabolia brevipennis är en nattsländeart som först beskrevs av Curtis 1834.  Anabolia brevipennis ingår i släktet Anabolia och familjen husmasknattsländor. Utöver nominatformen finns också underarten A. b. hyperborea.